# 大西一輝
大西 一輝（おおにし かずき、1987年3月28日 - ）は、岐阜県岐阜市出身の元陸上競技選手。専門は長距離種目。岐阜県立岐阜商業高等学校・東洋大学経済学部経済学科卒業。現役時代はカネボウ陸上競技部に所属した。同じく元陸上競技選手の大西智也（県立岐阜商業高校→東洋大学→旭化成）は三つ子の弟。

## 来歴・人物
中学入学当初はバスケットボール部に入部。後に陸上競技部へ転部（ちなみに弟の智也は「（一輝と）一緒が嫌だ」という理由で入学と同時に陸上部へ入部）。
中学3年時および高校2年・3年時は全国都道府県対抗男子駅伝の代表に兄弟で選出。中学3年時は2区を智也・6区を一輝、高校2年時は1区を一輝・4区を智也、高校3年時は1区を智也・3区を一輝が務めた。
東洋大学時代は箱根駅伝で活躍。2年時の第83回大会では6区を務め区間4位と好走。3年時の第84回大会では中盤まで3人抜きの快走を見せていたが終盤になると脚に力が入らなくなり急失速する悔しいレースとなった。4年時の第85回大会6区は当日のメンバー変更で走ることはできなかったが、主将としてチームを箱根駅伝初優勝に導いた。
カネボウ入社後、ニューイヤー駅伝では2012年の第56回大会で1区区間5位、2013年の第57回大会で6区区間2位の実績を残した。
弟の智也は2016年度をもって現役を引退したが、一輝は2018年の第102回日本選手権10000mで2位、第59回東日本実業団駅伝で1区区間2位となるなど長く結果を残し続けた。2019年度をもって現役を引退。

## 記録
自己ベスト
- 5000m - 13分48秒82（2011年 ホクレンディスタンスチャレンジ）
- 10000m - 28分15秒27（2018年 八王子ロングディスタンス）
- ハーフマラソン - 1時間02分21秒（2013年 全日本実業団ハーフマラソン）
- マラソン - 2時間15分13秒（2018年 別府大分毎日マラソン）